# Kleinbahn Heydekrug–Kolleschen
| Kleinbahnhof Heydekrug Ort |                      |                             |                             |
| Streckenlänge: | 16,23 km             |                             |                             |
| Spurweite: | 1435 mm (Normalspur) |                             |                             |
| |                      |                             |                             |
| \| \| -2,0 \| Hafen \| Hafen \| \| \| 0,0 \| Heydekrug Ort \| Heydekrug Ort \| \| \| \| von Memel \| \| \| \| 2,4 \| Heydekrug Reichsbahnhof \| Heydekrug Reichsbahnhof \| \| \| \| nach Tilsit \| \| \| \| \| Schießfluß (Sziesze) \| \| \| \| 3,6 \| Werden (lit. Verdainė) \| Werden (lit. Verdainė) \| \| \| 4,4 \| Matzicken \| Matzicken \| \| \| 6,0 \| Hermannlöhlen \| Hermannlöhlen \| \| \| 8,1 \| Maszen \| Maszen \| \| \| 8,6 \| Jonaten \| Jonaten \| \| \| 10,3 \| Laudszen Hp \| Laudszen Hp \| \| \| 11,3 \| Laudszen \| Laudszen \| \| \| 12,0 \| Metterqueten \| Metterqueten \| \| \| 14,2 \| Kolleschen (Kolletzischken) \| Kolleschen (Kolletzischken) \| |                      |                             |                             |
| Betriebs-/Güterbahnhof Streckenanfang (Strecke außer Betrieb) | -2,0                 | Hafen                       | Hafen                       |
| Spitzkehrbahnhof rechts (Strecke außer Betrieb) | 0,0                  | Heydekrug Ort               | Heydekrug Ort               |
| Abzweig ehemals geradeaus und von links |                      | von Memel                   | von Memel                   |
| Bahnhof | 2,4                  | Heydekrug Reichsbahnhof     | Heydekrug Reichsbahnhof     |
| Abzweig geradeaus und nach rechts |                      | nach Tilsit                 | nach Tilsit                 |
| Brücke über Wasserlauf |                      | Schießfluß (Sziesze)        | Schießfluß (Sziesze)        |
| Bahnhof (Strecke außer Betrieb) | 3,6                  | Werden (lit. Verdainė)      | Werden (lit. Verdainė)      |
| Haltepunkt / Haltestelle (Strecke außer Betrieb) | 4,4                  | Matzicken                   | Matzicken                   |
| Bahnhof (Strecke außer Betrieb) | 6,0                  | Hermannlöhlen               | Hermannlöhlen               |
| Haltepunkt / Haltestelle (Strecke außer Betrieb) | 8,1                  | Maszen                      | Maszen                      |
| Bahnhof (Strecke außer Betrieb) | 8,6                  | Jonaten                     | Jonaten                     |
| Haltepunkt / Haltestelle (Strecke außer Betrieb) | 10,3                 | Laudszen Hp                 | Laudszen Hp                 |
| Bahnhof (Strecke außer Betrieb) | 11,3                 | Laudszen                    | Laudszen                    |
| Bahnhof (Strecke außer Betrieb) | 12,0                 | Metterqueten                | Metterqueten                |
| Kopfbahnhof Streckenende (Strecke außer Betrieb) | 14,2                 | Kolleschen (Kolletzischken) | Kolleschen (Kolletzischken) |

Die Kleinbahn Heydekrug–Kolleschen (lit. Šilutė–Kulėšai) war ein Kleinbahnbetrieb im ostpreußischen Landkreis Heydekrug, der zum Memelland gehörte, das von 1920 bis 1939 unter litauischer Hoheit stand.

## Geschichte
Die 1875 von der Preußischen Ostbahn erbaute Strecke von Memel in Richtung Tilsit führte etwa zwei Kilometer östlich des Marktfleckens Heydekrug (jetzt Rajongemeinde Šilutė) vorbei, der auch Sitz eines Landrats war.
So lag es nahe, eine Kleinbahn zu bauen, die vom Staatsbahnhof Heydekrug einerseits zum Ort, andererseits zur östlich verlaufenden russischen Grenze führte. Die Insterburger Kleinbahn-AG eröffnete die 16 Kilometer lange, normalspurige Strecke am 14. Dezember 1913.
Die Betriebsführung oblag der Ostdeutschen Eisenbahn-Gesellschaft (ODEG) in Königsberg.
1924 wurde die Insterburger Kleinbahn-AG in Ostpreußische Kleinbahnen AG umbenannt. Sie hatte auch weiterhin die Betriebsführung, obwohl die Verwaltung litauisch war. Durch die Verlagerung der Grenzen ging vor allem der Güterverkehr, der bisher viel Holz aus Litauen zum Hafen von Heydekrug transportiert hatte, merklich zurück. Die Strecken waren abgewirtschaftet, wurden aber mit Staatsbeihilfen von 1942 bis 1944 erneuert. Im Oktober 1944 wurde Heydekrug von der Roten Armee erreicht und der Betrieb eingestellt. Nach Kriegsende wurde die Strecke abgebaut, nur bis Werden blieb noch ein Gleis zur Bedienung eines Getreidelagers liegen, es war 2018 noch in Betrieb.
Im Jahre 1939 standen folgende Fahrzeuge zur Verfügung: zwei Dampflokomotiven, zwei Personen- und neun Güterwagen.